# Tyrannochthonius quattuor
Tyrannochthonius quattuor (лат.) — троглобионтный вид ложноскорпионов рода Tyrannochthonius из семейства Chthoniidae. Встречается в пещерах в Китае: провинция Гуйчжоу, Dafang County, Yangchang Town, пещера Guanjiadadong Cave, под камнями в 50-100 м от входа в пещеру (температура: 17 °C, влажность: 85 %) [27°4′43.61″N, 105°39′10.09″E], 1555 м над уровнем моря. Видовое название происходит от латинского слова «quattuor», означающего четыре, что относится к тергитам (кроме тергита XII), каждый из которых имеет четыре волоска.

## Описание
Длина тела 2—3 мм. Цвет в целом бледно-жёлтый, хелицеры, педипальпы и тергиты немного темнее, мягкие части бледные. От близких видов отличаются следующими признаками: умеренно крупный трогломорфный вид с удлиненными придатками; карапакс без глаз или глазниц; передний край карапакса тонкий, мелкозубчатый, эпистом маленький и заостренный, треугольный; задний край карапакса с 2 волосками; тергиты I—XI с 4 волосками каждый (кроме самок). Педипальпы тонкие, бедро в 7,80—8,40 (самцы) и в 7,33—7,75 (самки) длиннее ширины; клешня в 7,91—8,25 раз (♂) и в 6,89—7,25 раз (♀) длиннее ширины; оба пальца клещни без интеркалярных зубцов, подвижные зубцы клешни заметно меньше неподвижных зубцов клешни.  Имеют длинные коксальные шипы; аподема подвижного пальца нормальная, не сложная или сильно склеротизованная; суббазальный трихоботрий расположен посередине между субтерминальным и базальным или ближе к субтерминальному. Вид был впервые описан в 2023 году китайскими арахнологами Yanmeng Hou, Zegang Feng и Feng Zhang из Хэбэйского университета (Hebei University, Баодин, Хэбэй) по типовым материалам из Китая.